# Колтовая, Екатерина Михайловна
Екатерина Михайловна Колтовая (21.11.1922 — 10.08.1984) — доярка колхоза имени Димитрова Холмогорского района Архангельской области. Герой Социалистического Труда (17.06.1949).

## Биография
Родилась 21 ноября 1922 году в деревне Андриановская Ухтостровского поселения Холмогорского района Архангельской области в крестьянской семье Шиповых. В 1936 году начала работать на ферме местного колхоза «Победа» (с 1947 года — колхоз имени Димитрова). Работала телятницей, с 1941-го — дояркой. В 1948 году получила от восьми коров по 5167 килограммов молока с содержанием 193 килограммов молочного жира в среднем от коровы за год.
Указом Президиума Верховного Совета СССР от 17 июня 1949 года за получение высокой продуктивности животноводства при выполнении колхозами обязательных поставок сельскохозяйственных продуктов и плана развития животноводства по всем видам скота Колтовой Екатерине Михайловне присвоено звание Героя Социалистического Труда с вручением ордена Ленина и золотой медали «Серп и Молот». Этим же Указом звание Героя было присвоено ещё одной доярке колхоза имени Димитрова — Морозовой Екатерине Александровне. Вместе с ней вошла в пятёрку первых Героев Социалистического Труда в Архангельской области.
Избиралась депутатом Ухтостровского сельского Совета и Архангельского областного Совета депутатов трудящихся. Неоднократно принимала участие в Выставке достижений народного хозяйства СССР, где отмечалась медалями Главного выставочного комитета. В 1970-х годах вновь перешла из доярок в телятницы, демонстрировала хорошие показатели.
Вместе с мужем вырастила восьмерых детей.
Награждена двумя орденами Ленина (1949, 1950), орденами Трудового Красного Знамени, «Материнская Слава» 2-й степени, медалями, в том числе 8 медалями ВДНХ СССР.
Скончалась 10 августа 1984 года в деревне Андриановская. Похоронена на Ухтостровском сельском кладбище Холмогорского района.